# Strikeforce: Miami
Strikeforce: Miami foi um evento de artes marciais mistas promovido pelo Strikeforce, ocorrido em 30 de janeiro de 2010 no BankAtlantic Center em Sunrise, Florida. O evento foi transmitido na Showtime nos EUA, e na Super Channel no Canadá.

## Background
A luta entre Bobby Lashley e Shane del Rosario já havia sido marcada, porém, a luta foi cancelada do card. Bobby Lashley então foi colocado para enfrentar Yohan Banks, porém, a luta precisava de uma permissão da comissão, que subsequentemente negou. Jimmy Ambriz então foi colocado para fazer uma substituição tardia de Banks. Porém, Strikeforce decidiu não continuar com Ambriz, mesmo sendo liberado pela Comissão de Boxe do Estado da Flórida. Wes Sims entrou de última hora para enfrentar Lashley.
A luta entre Joe Riggs e Jay Hieron era esperada para ir ao ar ao vivo no EASportsMMA.com mas a sobrecarga no servidor derrubou a transmissão.
O evento acumulou aproximadamente 517,000 telespectadores na Showtime.

## Pagamentos Anunciados
O seguinte é a lista de salários dos lutadores fornecido pelo Departamento da Flórida de Negócios e Regulamento Profissional. Os itens não incluem deduções de itens como seguro, licenças e impostos. Adicionalmente, os itens não incluem o dinheiro pago por patrocinadores, o que pode muitas vezes ser uma parte substancial da renda de um lutador.
- Nick Diaz: $100,000 (sem bônus de vitória) derrotou Marius Zaromskis: $30,000
- Cristiane Justino: $35,000 ($15,000 bônus de vitória e $5,000 bônus de "título") derrotou Marloes Coenen: $2,000
- Herschel Walker: $600 (sem bônus de vitória) derrotou Greg Nagy: $5,000
- Robbie Lawler: $100,000 (sem bônus de vitória) derrotou Melvin Manhoef: $5,000
- Bobby Lashley: $50,000 (sem bônus de vitória) derrotou Wes Sims: $25,000
- Jay Hieron: $65,000 ($35,000 bônus de vitória) derrotou Joe Riggs: $30,000
- Micahel Byrnes: $2,000 ($1,000 bônus de vitória) derrotou David Zitnik: $1,500
- Joe Ray: $1,500 ($500 bônus de vitória) derrotou John Clarke: $1,000
- David Gomez: $2,000 ($1,000 bônus de vitória) derrotou Craig Oxley: $1,500
- Pablo Alfonso: $3,000 ($1,500 bônus de vitória) derrotou Marcos DaMatta: $2,500
- Hayder Hassan: $2,000 ($1,000 bônus de vitória) derrotou Ryan Keenan: $2,000
- John Kelly: $2,000 ($1,000 bônus de vitória) derrotou Sabah Homasi: $1,000

## Ligações Externas
1. ↑  Pelo Cinturão Meio Médio do Strikeforce.
2. ↑  Pelo Cinturão Peso Pena Feminino do Strikeforce.